# Ambohimahavelona
Ambohimahavelona is een plaats en commune in het zuiden van Madagaskar, behorend tot het district Toliara II, dat gelegen is in de regio Atsimo-Andrefana. Tijdens een volkstelling in 2001 telde de plaats 13.327 inwoners.
De plaats biedt naast lager onderwijs ook middelbaar onderwijs aan. 8 % van de bevolking werkt als landbouwer en 5 % houdt zich bezig met veeteelt. De belangrijkste landbouwproducten zijn mais en rijst; andere belangrijke producten zijn suikerriet en tomaten. Verder is 15 % actief in de dienstensector.